# Vladimir Jengibarjan
Vladimir Nikolajevič Jengibarjan (arménsky Վլադիմիր Նիկոլայի Ենգիբարյան, rusky Влади́мир Никола́евич Енгибаря́н, 24. dubna 1932 Jerevan – 1. února 2013 Los Angeles) byl sovětský boxer arménské národnosti.
Od roku 1946 boxoval v jerevanském týmu Trudovyje rezervy pod vedením Eduarda Aristakesjana. Stal se olympijským vítězem ve velterové váze v Melbourne v roce 1956, třikrát vyhrál na mistrovství Evropy v boxu (1953 lehká váha, 1957 a 1959 velterová váha). Třikrát byl boxerským mistrem SSSR (1955, 1956 a 1958). Na LOH 1960 vypadl ve čtvrtfinále s Polákem Marianem Kasprzykem a ukončil kariéru. Působil pak jako trenér, rozhodčí a funkcionář Mezinárodní boxerské federace. Od roku 1992 žil v USA. Zemřel v důsledku Alzheimerovy choroby, na žádost rodiny byl pohřben v Arménii.
Obdržel titul zasloužilý mistr sportu SSSR a Řád rudé zástavy práce. V Jerevanu byla po něm pojmenována boxerská škola.